# No Cliché
No Cliché (ursprünglich Adeline Software International) war ein französischer Spieleentwickler, der Spiele für den Sega Dreamcast entwickelte.

## Geschichte

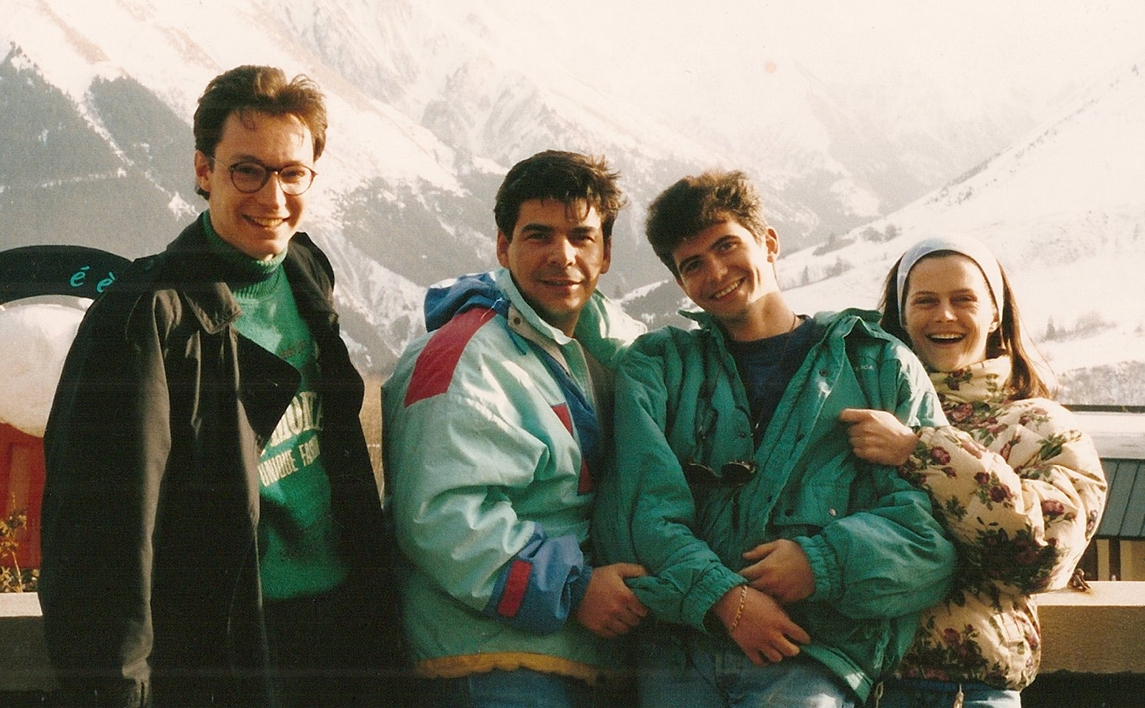
Die Adeline-Gründer Laurent Salmeron, Didier Chanfray, Frédérick Raynal und Yaël Barroz (v. l. n. r.)

No Cliché war zuvor bekannt als Adeline Software International, bevor es von Sega gekauft wurde.
Adeline Software International war ein Spieleentwickler, der als Ableger von Delphine Software International im Februar 1993 in Lyon, Frankreich gegründet wurde. Im Unternehmen arbeiteten 21 Menschen, worunter sich Grafiker, Spieleentwickler und Musiker befanden. Verantwortliche Leiter des kleinen Unternehmens waren Frédérick Raynal als Direktor sowie Yaël Barroz, Didier Chanfray, Serge Plagnol und Laurent Salmeron. Das Team bestand hauptsächlich aus Mitarbeitern des französischen Spieleentwicklers Infogrames, nachdem es dort Querelen wegen des Nachfolgers zu Alone in the Dark gegeben hat.
Als Spiele brachte das Unternehmen Little Big Adventure für den PC und die PlayStation, Time Commando für PC, PlayStation und Sega Saturn und Little Big Adventure 2 für den PC heraus. Nach dem Release von Little Big Adventure 2 im Jahre 1997 ging das Unternehmen bankrott. Das Team wurde an Sega verkauft und wurde zum Spieleentwickler No Cliché. Obwohl das Unternehmen aufgelöst worden war, kam 2002 das Spiel Moto Racer Advance für den Game Boy Advance unter dem Namen Adeline Software International heraus.
No Cliché ist durch ihr Spiel Toy Commander, das 1999 für die Dreamcast veröffentlicht wurde, bekannt geworden. Des Weiteren entwickeltensies das Spiel Toy Racer, das 2000 herauskam. Im Jahre 2001 entschied Sega, die Entwicklung der meisten Dreamcast-Spiele zu stoppen, worunter sich auch das Spiel Agartha befand, ein Horror-Adventure, das nun unfertig aufgegeben wurde. Danach bestand das Unternehmen noch eine kurze Zeit und arbeitete an einer PC-Version des Spieles Toy Commander, doch vor der Vollendung wurden das Team und das Unternehmen aufgelöst.

## Veröffentlichte Spiele
- 1994: Little Big Adventure
- 1996: Time Commando
- 1997: Little Big Adventure 2
- 1999: Toy Commander
- 2000: Toy Racer
- 2002: Moto Racer Advance